# Зе Турбу
Зе Турбу (порт. Zé Turbo, нар. 22 жовтня 1996, Бісау) — футболіст Гвінеї-Бісау, нападник російського клубу «Парі Нижній Новгород».

## Клубна кар'єра
Народився 22 жовтня 1996 року в місті Бісау. Вихованець юнацьких команд футбольних клубів «Реал СК», «Спортінг» та «Інтернаціонале».
У дорослому футболі дебютував 2015 року виступами за команду «Інтернаціонале». 
Згодом з 2016 по 2018 рік грав у складі команд «Тондела», «Марбелья», «Катанія» та «Ольяненсі».
Своєю грою за останню команду привернув увагу представників тренерського штабу клубу «Ньюеллс Олд Бойз», до складу якого приєднався 2018 року. Відіграв за команду з Росаріо наступний сезон своєї ігрової кар'єри.
Протягом 2019—2023 років захищав кольори клубів «Насьйональ», «Шаффгаузен», «Грассгоппер», «Наньтун Чжиюнь» та «Аль-Мархія».
До складу клубу «Парі Нижній Новгород» приєднався 2023 року. Станом на 21 серпня 2023 року відіграв за нижегородську команду 2 матчі в національному чемпіонаті.

## Виступи за збірну
У 2023 році дебютував в офіційних матчах у складі національної збірної Гвінеї-Бісау.
У складі збірної — учасник Кубка африканських націй 2023 року у Кот-д'Івуарі.
| Дата      | Місто   | Господарі           | Результат | Гості        | Турнір                                   | Голи | Примітки |
| --------- | ------- | ------------------- | --------- | ------------ | ---------------------------------------- | ---- | -------- |
| 14-6-2023 | Бісау   | Сан-Томе і Принсіпі | 0 – 1     | Гвінея-Бісау | Відбір до Кубка африканських націй 2023  | -    | 79'      |
| 11-9-2023 | Бісау   | Гвінея-Бісау        | 2 – 1     | Сьєрра-Леоне | Відбір до Кубка африканських націй 2023  | -    | 76'      |
| 6-1-2024  | Бамако  | Малі                | 6 – 2     | Гвінея-Бісау | Відбір до ЧС 2026                        | -    | 86'      |
| 13-1-2024 | Абіджан | Кот-д'Івуар         | 2 – 0     | Гвінея-Бісау | Кубок африканських націй 2023 - 1-й етап | -    | 75'      |
| Усього    |         | Матчів              | 4         |              | Голів                                    | 0    |          |